# František Houška
František Houška (* 16. března 1936 České Budějovice) je český advokát a bývalý československý politik, po sametové revoluci poslanec Sněmovny národů a Sněmovny lidu Federálního shromáždění za Občanské fórum, později za ODS.

## Biografie
Vystudoval gymnázium a pak Právnickou fakultu Univerzity Karlovy a Filozofickou fakultu Univerzity Karlovy. Vysokou školu ukončil v roce 1967. Uváděl se bytem Praha 5, ženatý, se dvěma dětmi. Profesně působil jako právník. 1. července 1967 nastoupil coby advokátní koncipient a advokacii se věnuje od té doby trvale. Politicky se před rokem 1989 neangažoval.
Ve volbách roku 1990 zasedl do české části Sněmovny národů Federálního shromáždění (volební obvod Jihočeský kraj) za OF. Po rozkladu OF v roce 1991 přešel do poslaneckého klubu Občanské demokratické strany. Ve volbách roku 1992 přešel do Sněmovny lidu. Ve Federálním shromáždění setrval do zániku Československa v prosinci 1992. Ve federálním parlamentu působil v letech 1991-1992 jako předseda poslaneckého klubu ODS. Počátkem 90. let byl neúspěšně navržen za ODS na post člena Ústavního soudu ČSFR.
Ustavující kongres ODS v roce 1991 ho zvolil do výkonné rady. V roce 1995 se stal předsedou nově utvořeného místního sdružení ODS Praha Košíře-Motol. V roce 2004 se zúčastnil vzpomínkové akce pořádané ODS k 5. výročí smrti Václava Bendy, kde vzpomínal na tohoto svého bývalého parlamentního kolegu.